# Самбай
Самбай (каз. Самбай) — село в Алгинском районе Актюбинской области Казахстана. Административный центр Карагашского сельского округа. Код КАТО — 153242100.

## Население
| Численность населения | Численность населения | Численность населения | Численность населения |
| 1989                  | 1999                  | 2009                  | 2021                  |
| --------------------- | --------------------- | --------------------- | --------------------- |
| 809                   | ↘738                  | ↗816                  | ↘695                  |

В 1989 году население села составляло 809 человек. Национальный состав: казахи. В 1999 году население села составляло 738 человек (369 мужчин и 369 женщин). По данным переписи 2009 года, в селе проживало 816 человек (407 мужчин и 409 женщин). По данным переписи 2009 года, в селе проживало 435 человек (218 мужчин и 217 женщин). По данным переписи 2021 года, в селе проживало 695 человек (363 мужчин и 332 женщин).